# ژانگ جینگسونگ
ژانگ جینگسونگ (انگلیسی: Zhang Jingsong؛ زادهٔ ۲ سپتامبر ۱۹۷۳) بازیکن بسکتبال اهل چین بود.
از باشگاه‌هایی که در آن بازی کرده‌است می‌توان به باشگاه بسکتبال بایی راکتس اشاره کرد.